# جیمز رابرت هریسون
جیمز رابرت هریسون (انگلیسی: James Harrison; ۱ اکتبر ۱۸۸۰ – ۳۰ دسامبر ۱۹۵۷ (۷۷ سال)) فرد نظامی اهل بریتانیا بود. وی همچنین برندهٔ جوایزی همچون نشان حمام شده‌است.